# Sint-Bavokerk (Rotterdam)
De Sint-Bavokerk is een rooms-katholieke parochiekerk in de Rotterdamse wijk Pendrecht. De kerk is het kerkgebouw van de 'O.L.V. van Lourdesparochie' die deel uitmaakt van de 'Parochiefederatie Maria Magdalena'. In het kader van het 'Aanwijzingsprogramma Wederopbouw 1940-1945' is het kerkgebouw in 2019 aangewezen als rijksmonument.

## Geschiedenis
De parochie ontstond na de oorlog toen veel arbeiders naar Rotterdam trokken. Het dorp Pendrecht werd een wijk van Rotterdam. In 1955 werd een noodkerk in gebruik genomen aan de Rollostraat. In 1960 kon het huidige kerkgebouw aan de Slinge in gebruik worden genomen. In 2004 fuseerde de parochie met de naburige parochie 'O.L.V. Onbevlekt Ontvangen' tot de 'O.L.V. van Lourdesparochie', waarna de laatstgenoemde kerk werd gesloten. Sinds 2012 maakt de parochie deel uit van de 'Parochiefederatie Maria Magdalena'.

## Het gebouw
Het kerkgebouw is ontworpen door H.N.M. Nefkens, die ook de ontwerper is van andere modernistische kerken, zoals de Moeder Godskerk in Voorschoten. De kerk bestaat uit een grote centrale kerkzaal met een galerij. Het dak wordt omhoog gehouden door zeven betonnen spanten die over de kerk heen gebogen zijn. Het mozaïek van Sint Bavo bij de entree en de glas-in-betonwand aan de zuidzijde van de kerk zijn van de hand van Bob Zijlmans. Piet Schoenmakers maakte het reliëf van Jezus en zijn discipelen boven de entree, dat na de fusie overkwam van de Ontvangeniskerk.